# Стоян Враньєш
Стоян Враньєш (босн. Stojan Vranješ, нар. 11 жовтня 1986, Баня-Лука) — боснійський футболіст, півзахисник клубу «Слобода» (Тузла).
Насамперед відомий виступами за клуби «Борац» (Баня-Лука), «Пандурій», «Воєводину» та «Лехію» (Гданськ), а також національну збірну Боснії і Герцеговини.

## Клубна кар'єра
У дорослому футболі дебютував 2005 року виступами за команду клубу «Борац» (Баня-Лука), в якій провів п'ять сезонів, взявши участь у 110 матчах чемпіонату. Більшість часу, проведеного у складі «Бораца», був основним гравцем команди.
Своєю грою за цю команду привернув увагу представників тренерського штабу клубу «Пандурій», до складу якого приєднався на початку 2010 року. Відіграв за команду з Тиргу-Жіу наступні два року своєї ігрової кар'єри, проте основним гравцем так і не став. Томму першу половину 2012 року грав на правах оренди за «ЧФР Клуж». За цей час встиг відіграти за команду з Клуж-Напоки 14 матчів в національному чемпіонаті і став чемпіоном Румунії, після чого тривалий час залишався без клубу.
6 лютого 2013 року Враньєш підписав контракт з сербською «Воєводиною», де провів увесь наступний рік.
У лютому 2014 року перейшов до польської клуб «Лехії» (Гданськ). Після вражаючої гри за гданський клуб, забивши 16 голів в 52 матчах, він був перейшов до «Легії» 29 серпня 2015 року. Відтоді встиг відіграти за команду з Варшави 17 матчів в національному чемпіонаті.

## Виступи за збірну
У 2009 році дебютував в офіційних матчах у складі національної збірної Боснії і Герцеговини в товариській грі проти збірної Узбекистану. 
Наразі провів у формі головної команди країни 3 матчі.

## Особисте життя
Стоян має молодшого брата, Огнєна, який також є футболістом і брав участь у ЧС-2014.

## Титули і досягнення
- Володар Кубку Боснії і Герцеговини (2):

«Борац» (Баня-Лука): 2009-10
«Желєзнічар»: 2017-18
- Чемпіон Румунії (1):

«ЧФР Клуж»:  2011-12
- Чемпіон Польщі (1):

«Легія»:  2015-16
- Володар Кубку Польщі (1):

«Легія»:  2015-16
- Чемпіон Боснії і Герцеговини (1):

«Борац» (Баня-Лука): 2020-21